# Colaptes fernandinae
Colaptes fernandinae, carpintero de la tierra o carpintero churroso especie de ave endémica de Cuba. Pertenece a la familia Picidae del orden Piciformes.

## Nombres
En griego Colaptes es “cincel” y fernandinae en latín viene de ser dedicado al Conde de la Fernandina. Se le llama carpintero de la tierra por ser de hábitos terrestres y carpintero churroso por su coloración pardo amarillenta, con fajas oscuras, poco vistosa y mimética con el suelo. En Hispanoamérica los picidae son llamados “carpinteros” y en España se llaman “picos”. En inglés se le denomina Fernandina’s flicker.

## Dristribución
Colaptes fernandinae sólo está presente en la Isla de Cuba en la Sierra del Rosario, en las cercanías de la Península de Zapata, algunas zonas de las provincias de Villa Clara, Camagüey, Holguin y Granma. Es un carpintero que se ve raramente. Habita en las orillas de bosques abiertos con palmas y en sabanas y ciénagas.

## Descripción
Miden los machos unos 34 cm de largo, 49 cm de envergadura de alas y 12 cm de cola. Las hembras miden unos 32,5 cm de largo, 48 cm de envergadura y 11 cm de cola. La corornilla y la nuca son amarillento-bermejas y allí en el macho cada pluma tiene una línea negra. La cara es del mismo color pero las plumas sin línea. Las demás partes dorsales tienen plumas con barras anchas negras y fajas de color pajizo, algo más parduzcas en la punta de la cola. Las partes inferiores son amarillas pálidas con fajas morenas. Los mástiles de las plumas timoneles son morenas dorsalmente y por abajo amarillo grisáceas con fajas amarillo pálidas. Los machos tienen una placa negra en forma de bigote y las hembras la tienen de color gris con líneas negras. La garganta es blanca amarillenta, con cada pluma con una línea ancha negra. El pico es negruzco y los pies grises. Los ojos son castaño-oscuros. El inmaduro es más opaco. Son poco asustadizos. Se ven habitualmente en suelo alimentándose de hormigas y otros insectos y larvas entre la hojarasca.

## Nido
Anidan de febrero a mayo en huecos que hacen en árboles muertos, principalmente palmas, de entrada bastante grande, y luego descendiendo no muy profundos. Puede a veces usar huecos de nidos de otros años. Pone cuatro o cinco huevos blancos que miden 2,6 por 2 cm. 

## Ave amenazada
Es un ave considerada vulnerable. Es rara, endémica y está restringida a pequeñas áreas de la Isla de Cuba.